# Regenüberlauf

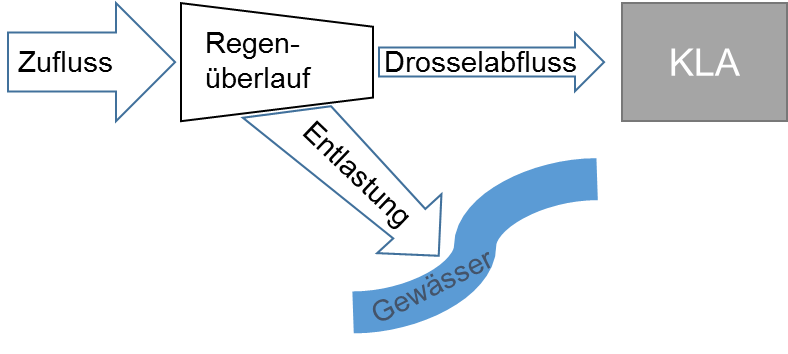
Funktionsschema Regenüberlauf

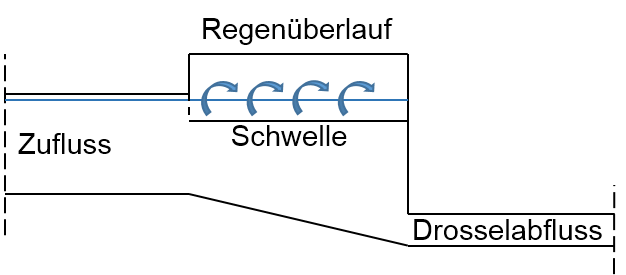
Überlauf an einer Schwelle

Ein Regenüberlauf (RÜ), auch Mischwasserentlastung, ist ein Entlastungsbauwerk im Mischsystem der Siedlungsentwässerung mit Überlauf in ein Gewässer. Neben Mischsystemen können Regenüberläufe auch in modifizierten Trennsystemen oder in Kläranlagen zur hydraulischen Entlastung zum Einsatz kommen. Ein Teil des an einem Regenüberlauf ankommenden Zuflusses wird durch die Kanalisation zur Kläranlage weitergeleitet. Dieser weitergeleitete Abfluss wird als Drosselabfluss bezeichnet. Der andere Teil des Zuflusses wird über eine Schwelle in ein Gewässer entlastet. Regenüberläufe entlasten in der Regel zwischen 10 und 40 mal pro Jahr in ein Gewässer. Im Gegensatz zu anderen Entlastungsbauwerken wie z. B. Regenüberlaufbecken (RÜB) und Stauraumkanäle (SK) findet bei einem Regenüberlauf keine Zwischenspeicherung des Abflusses statt.

## Allgemein
Durch einen Regenüberlauf wird eine Abminderung des Abflusses zur Kläranlage bei hohen Mischwasserabflussspitzen erzielt. In einem Mischsystem werden alle Abflussarten, also Schmutz-, Fremd- und Regenwasser, gemeinsam abgeleitet. Dem Regenüberlauf fließen unterschiedliche Abwassermengen zu. Diese Schwankungen ergeben sich durch unterschiedliche Verbräuche der Einleiter von Schmutzwasser über Tages-, Wochen- und Jahreszeiten, sowie durch den unregelmäßigen Anfall von Regenwasser. Die anfallende Menge an Fremdwasser ist in der Regel konstant. Der Regenwasseranfall ist in der Regel größer als der Anfall von Schmutzwasser, ebenso ergeben sich wesentlich größere Schwankungen der Abflussmenge bei Regenwasser. Von einer Mischwasserabflussspitze spricht man, wenn der Abfluss zur Kläranlage durch Regenabflüsse stark erhöht ist. Zur Entlastung eines Regenüberlaufs in ein Gewässer kommt es in der Regel, wenn der Regenwasserabfluss ungefähr 30 Mal größer ist als der Schmutzwasserabfluss. 
Um Regenabfluss in der Kanalisation zu vermeiden, kann die Errichtung eines Regenüberlaufs sinnvoll sein. Dies ist jedoch nur sinnvoll, wenn aus technischen, wasserwirtschaftlichen und wirtschaftlichen Gründen keine Maßnahmen zur Abwassersammlung und Regenwasserbehandlung möglich ist.
Regenüberläufe dürfen nur an Stellen im Kanalnetz errichtet werden, an denen der kritische Mischwasserabfluss (Qkrit) vollständig als Drosselabfluss weitergeleitet werden kann und eine Behandlung dieses weitergeleiteten Abflusses in einem nachfolgenden Speicherbauwerk, z. B. einem Regenüberlaufbecken, erfolgt. Der kritische Mischwasserabfluss ist die Summe der Tagesmittelwerte des Trockenwetterabflusses und dem kritischen Regenabfluss aus den direkt angeschlossenen Einzugsgebiet, sowie gegebenenfalls den Drosselabflüssen aller unmittelbar oberhalb liegender Entlastungsbauwerke.
Für den Bau eines Regenüberlaufs sind die Bauwerksgeometrie, die Höhenlagen, sowie die Art und Lage von Einbauten, wie Drosselorgane, Regelschreiber, Tauchwände etc. relevant. Für die hydraulische Bemessung eines Regenüberlaufs sind die Zulaufgestaltung, der Drosselabfluss, die Länge des Bauwerks und die Form sowie Höhenlage der Entlastungschwelle von besonderer Bedeutung. Außerdem werden Angaben zu den Einzugsgebietsgrößen und den Vorflutern benötigt.

## Bemessung nach ATV-A 128

### Kritische Regenspende
Nach ATV-A 128 ist für den Mischwasserabfluss in der Regel nicht weniger als die zweifache Menge der Tagesspitze des Schmutzwasserabflusses zuzüglich des Tagesmittelwertes des Fremdwasserabflusses aus den Mischgebieten bei Trockenwetter anzusetzen. Als Tagesspitze des Schmutzwasserabflusses bezeichnet man den Maximalwert des Schmutzwasserabflusses, der sich im Verlauf eines Tages ergibt. Für diesen Mischwasserabfluss werden Kläranlagen in der Regel dimensioniert. Da sich der Abfluss in der Kanalisation bei Regenereignissen um ein Vielfaches erhöht, sind Entlastungsbauwerke im Kanalnetz erforderlich.
Es ist darauf zu achten, dass ein übermäßiger Schmutzeintrag in ein Gewässer durch die Entlastung eines Regenüberlaufs vermieden wird. Aus diesem Grund sind Regenüberläufe mindestens auf kritische Regenspenden (rkrit) zwischen 7,5 und 15 l/(s*ha) auszulegen. Die kritische Regenspende ergibt sich in Abhängigkeit von der Fließzeit (tf) und kann u. a. nach folgender Formel bestimmt werden:
rkrit = 15*120/(tf+120) in l/(s*ha) für tf < 120 min
rkrit = 7,5 l/(s*ha) für tf > 120 min
Die Fließzeit beschreibt die Dauer, die ein Wasserteilchen benötigt, um eine bestimmte Strecke zurückzulegen. Als Fließzeit wird die längste Fließzeit aus dem direkt angeschlossenen Einzugsgebiet bis zum Regenüberlauf ohne Berücksichtigung der Fließzeit in reinen Transportsammlern angesetzt. 
Entlastungen in Gewässern, die temporär kein oder nur wenig Wasser führen, ist eine kritische Regenspende von mindestens 15 l/(s*ha) erforderlich. Der kritische Regenwasserabfluss (Qrkrit) ergibt sich durch Multiplikation der kritischen Abflussspende mit der undurchlässigen Fläche des Einzugsgebiets (siehe unter Besondere Anforderungen).

### Mindestmischverhältnis
Damit ein Regenüberlauf in ein Gewässer entlasten darf, ist ein Mindestmischungsverhältnis (mRü) zwischen Regen- und Trockenwetteranteil sicherzustellen. Der Regenwasserabfluss ist in der Regel weniger verschmutzt als der Trockenwetterabfluss. Durch das Mindestmischungsverhältnis soll eine ausreichende Durchmischung der beiden Abwasserarten erzielt werden, um einen übermäßigen Schmutzeintrag in das Gewässer zu verhindern. Das Mischverhältnis ergibt sich aus folgender Gleichung:
mRü = (Qd-Qt24)/Qt24
mit Qd - Drosselabfluss 
und Qt24 - Tagesmittelwert des Trockenwetterabflusses
Das Mindestmischverhältnis von 7 darf dabei nicht unterschritten werden, d. h. der Drosselabfluss muss mindestens dem acht-fachen Wert des Tagesmittelwertes des Trockenwetterabflusses entsprechen. 
Bei einer mittleren CSB-Konzentration (ct) größer als 600 mg/l ist das Mindestmischverhältnis zu erhöhen. Es gilt folgende Formel:
mRü ≥ (ct-180)/60

### Mindestdrosselabfluss
Der Drosselabfluss des Regenüberlaufs entspricht dem kritischen Mischwasserabfluss, den der Regenüberlauf in vollem Umfang weiterleiten muss. 
Der Mindestdrosselabfluss wird wie folgt berechnet:
Qd = (mRü+1)*Qt24
Ergibt sich für den Mindestdrosselabfluss ein größerer Wert als für den kritischen Mischwasserabfluss, so ist dieser maßgebend.

## Besondere Anforderungen
Der weitergeleitete Abfluss eines Regenüberlaufs sollte mindestens 50 l/s betragen. Die undurchlässige Fläche ist eine reine Rechengröße und gibt den Anteil einer Einzugsgebietsfläche an, von dem Regenabfluss in die Kanalisation gelangt. Die an einen Regenüberlauf angeschlossene undurchlässige Fläche sollte mindestens 2 ha groß sein. In den Kanälen Zu- und Ablaufbereichs des Regenüberlaufs sollte die Fließgeschwindigkeit bei Trockenwetter 0,5 m/s nicht unterschreiten, ansonsten ist eine ausreichende Spülung zu gewährleisten.

## Ausführung
Es können einseitige oder beidseitige Regenüberläufe mit hochgezogener Schwelle und Drossel oder einer Bodenöffnung ausgeführt werden. Regenüberläufe mit Bodenöffnungen werden vor allem in Bereichen mit einem schießenden Abfluss angeordnet. Der Regenüberlauf verjüngt sich gleichmäßig zur Drosseleinrichtung hin. Dabei ist darauf zu achten, dass das Sohlgefälle des Regenüberlaufs größer als das Gefälle des Zulaufkanals ist. Sonst kann ein Rückstau entstehen. Es ist darauf zu achten, dass genügend Einstiegsöffnungen vorhanden sind, sodass die Kanalabschnitte ausreichend belüftet, überwacht und gereinigt werden können.
Wichtige Elemente eines Regenüberlaufs sind die Überlaufschwelle und die Drosseleinrichtung. Die Überlaufschwelle wird häufig aus Beton, Stahlbeton oder Klinkermauerwerk hergestellt. Zur Vermeidung von Gewässerverunreinigungen kann die Überlaufschwelle mit einem Schwimmstoffrückhalt, in Form einer Tauchwand, einer Rechen- oder Siebanlage, ausgeführt werden. Die Drosseleinrichtung regelt den Abfluss aus dem Becken und kann z. B. als Wirbeldrossel, gesteuerte Drosselklappe, Schieber oder eine lange Drosselstrecke ausgeführt werden. Die Drosselstrecke sollte nur im Ausnahmefall zur Ausführung kommen, da diese nachträglich nicht mehr veränderbar ist. Es ist ein möglichst großer Sohlabsturz vorzusehen, da so Schlammablagerungen im Ablauf vermieden werden können.
Es gibt auch Regenüberläufe, die ohne Überlaufschwelle ausgeführt werden. Bei diesen Regenüberläufen wird der weitergeleitete Abfluss über eine Bodenöffnung abgeführt, wohingegen der Entlastungsabfluss oberhalb der Bodenöffnung abfließt.